# Giebenach

Giebenach est une commune suisse du canton de Bâle-Campagne, située dans le district de Liestal.

## Économie
- Thorens (entreprise)